# Chinesische Ulme
Die Chinesische Ulme (Ulmus parvifolia) ist eine Pflanzenart aus der Gattung der Ulmen (Ulmus).

## Beschreibung

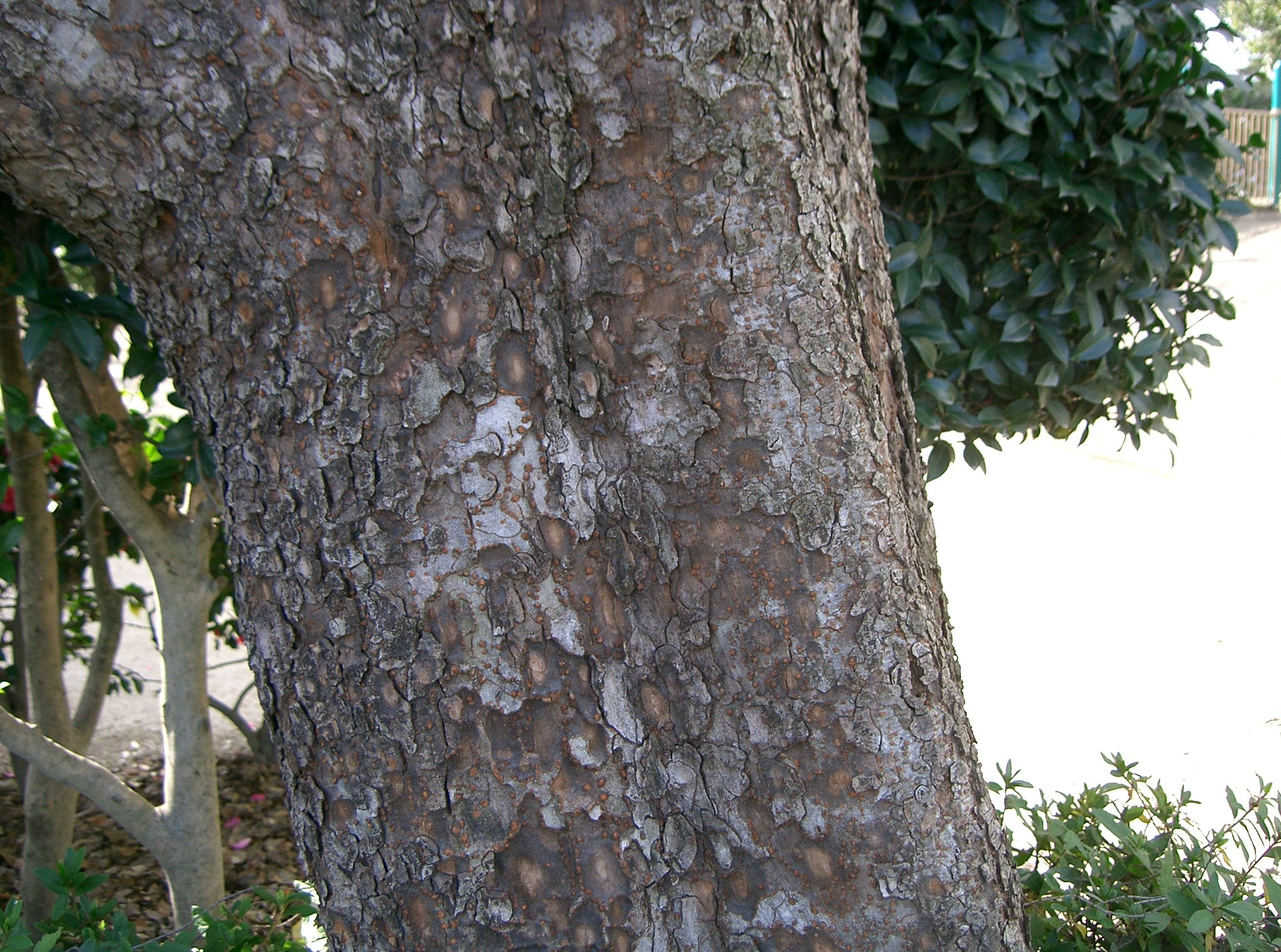
Borke

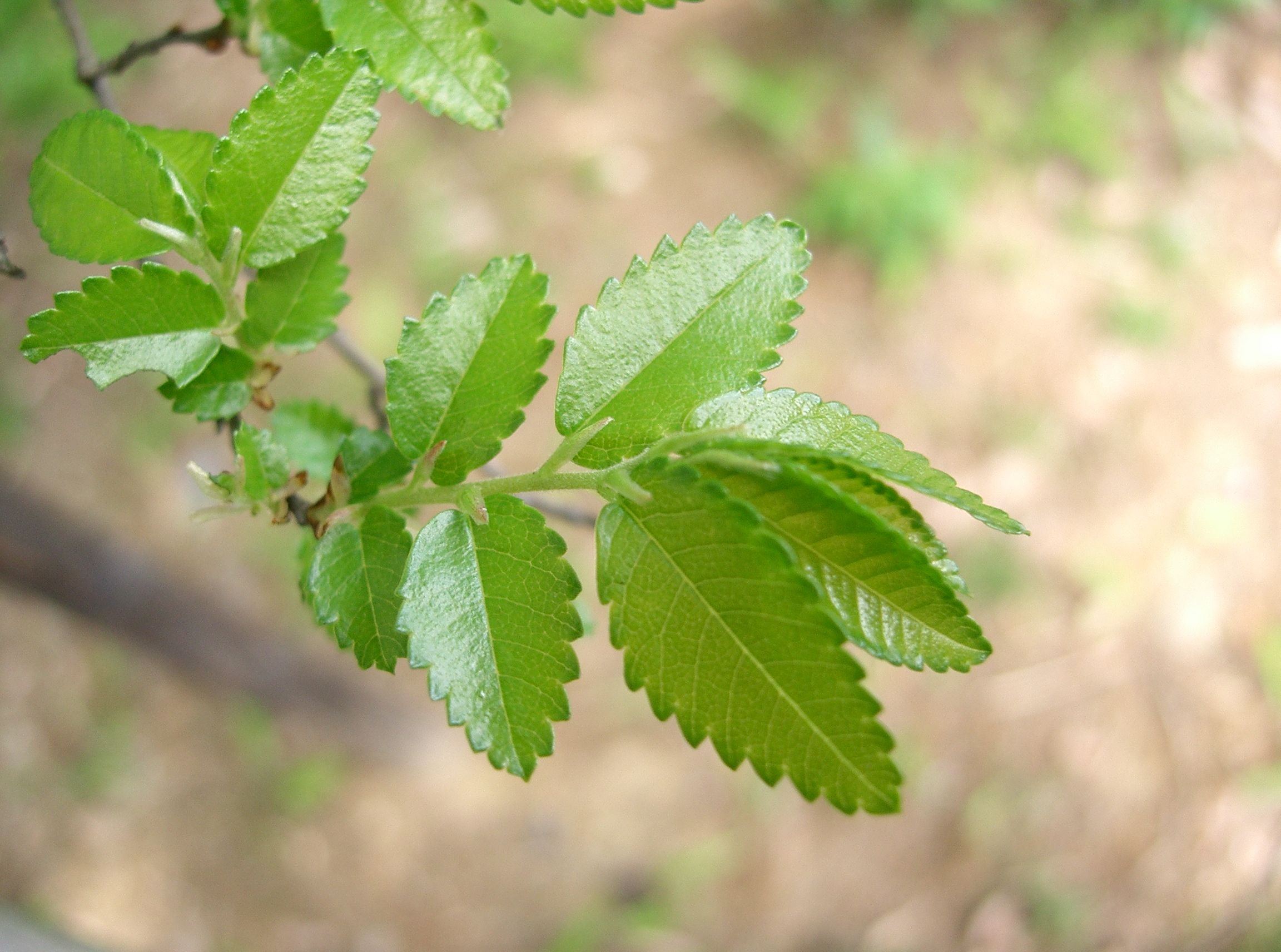
Laubblätter

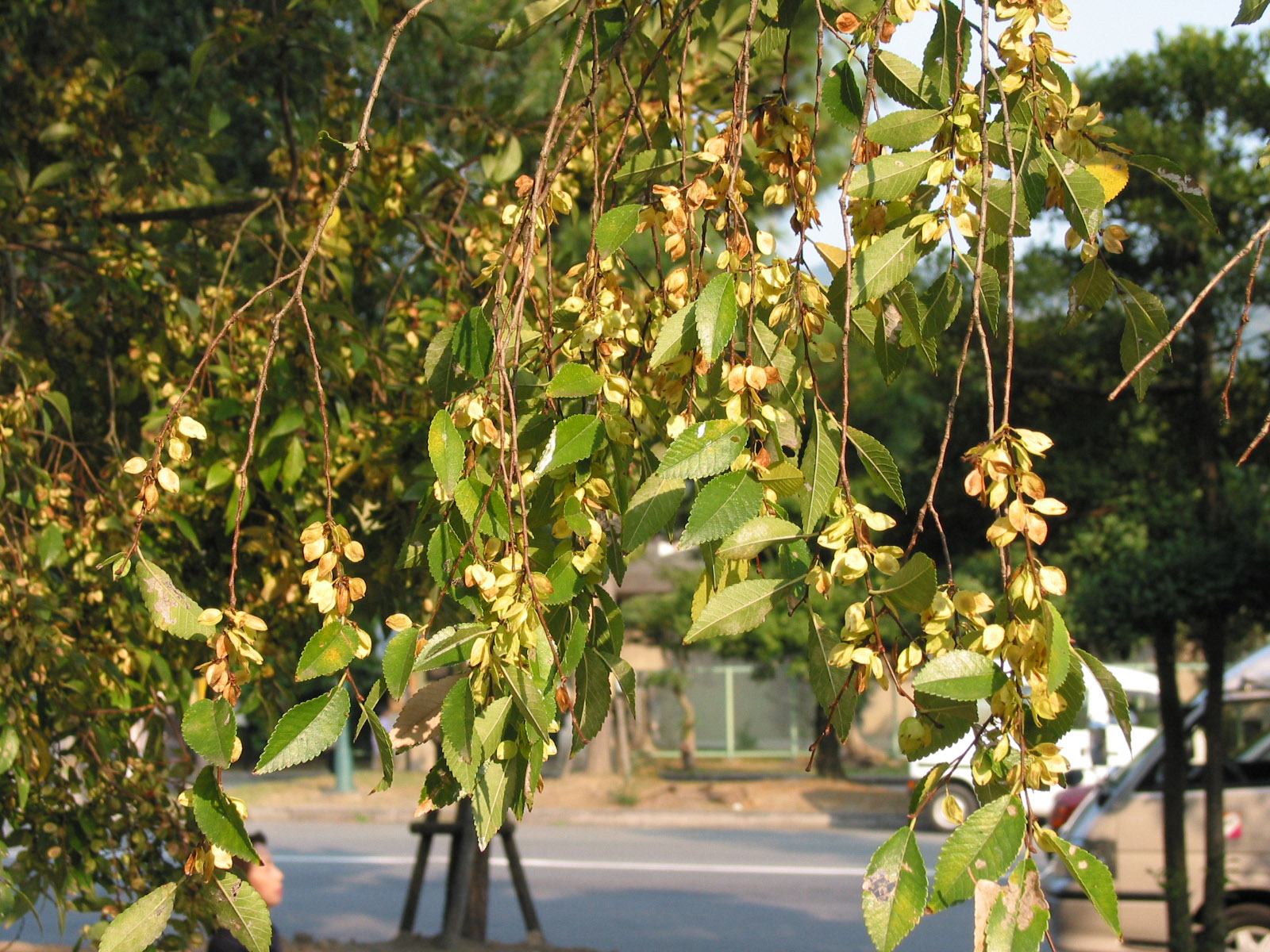
Nussfrüchte

### Erscheinungsbild
Die Chinesische Ulme ist ein immergrüner bis laubabwerfender Baum der Wuchshöhen von bis zu 25 Meter erreicht. Der Stammdurchmesser auf Brusthöhe kann bis zu 1 Meter betragen. Die Borke ist mehr oder weniger glatt, grau bis grau-braun, manchmal ins olivgrüne übergehend. Beim Dickenwachstum reißt die Borke in unregelmäßige schildartige Schuppen auf, die sich ins bräunlich-orange verfärben.
Die Krone ist breit kugelförmig mit verzweigten Ästen. Die Zweige sind lang und hängen herab. Im Gegensatz zu anderen Ulmenarten finden sich keine Korkflügel. Das Abschlussgewebe der Zweige ist braun bis sehr dunkel-braun. Die Rinde junger Zweige ist stark behaart, bei älteren Zweigen ist sie glatt.
Die Winter-Knospen sind annähernd spitz oder stumpf eiförmig bis rund. Die Knospenschuppen sind rötlich-braun bis braun und behaart oder unbehaart.

### Blatt
Die ledrigen Laubblätter sind kurz gestielt. Die 2 bis 6 Millimeter langen Blattstiele sind kahl oder spärlich mit kurzen Haaren besetzt. Die Blattspreiten sind schmal-elliptisch oder lanzettförmig bis eiförmig oder verkehrt-eiförmig. Oft sind sie auf beiden Seiten der Mittelrippe in Länge und Breite ungleich mit schräger Basis. Sie sind im Mittel 4,5 Zentimeter lang und zwischen 1,5 und 2,5 Zentimeter breit.
Der Blattrand ist unregelmäßig, grob einfach gesägt bis gekerbt mit stumpfen bis spitzen Zähnen, selten doppelt gesägt. Die Blattspitze ist spitz oder stumpf. Die Blattoberfläche wird mit zunehmendem Abstand von der Mittelrippe blasser und behaarter, zur Achse hin dunkelgrün, unbehaart und glänzend. Die Trichome fallen mit zunehmendem Alter des Blatts aber ab und bleiben nur auf der Mittelrippe erhalten. Die Mittelrippe ist eingedrückt, von ihr zweigen auf jeder Seite 10 bis 15 Seitenrippen ab, die sich jeweils mindestens fünfmal gabeln.

### Blütenstand und Blüte
Die Blütezeit dauert von August bis Oktober. Die büscheligen, trugdoldigen Blütenstände enthalten drei bis sechs Blüten. Die Blütenstiele sind 8 bis 10 Millimeter lang und behaart.
Die zwittrigen Blüten besitzen eine einfache Blütenhülle. Die vier gleichgestalteten, rötlich-braunen, kahlen Blütenhüllblätter sind trichterförmig verwachsen. Sie sind in vier- bis fünfmal tief gelappt. Die drei oder vier Staubblätter tragen rötliche Staubbeutel. Die Narbe ist gelappt und weiß behaart. Sie reicht aus dem Perigon heraus und biegt sich und öffnet sich mit der Reife.

### Frucht und Samen
Die Früchte sind geflügelte, einsamige Nussfrüchte (Samaras) von grünlicher bis hellbrauner Farbe, selten auch dunkelbraun oder rötlich. Sie sitzen an 1 bei 3 Millimeter lange Stielchen. Die Früchte sind elliptisch und werden 10 bis 13 Millimeter lang sowie 6 bis 8 Millimeter breit. Sie sind an der Spitze gekerbt und bis auf verbliebene weiße Narbenhaare in der Kerbe unbehaart. Der Same sitzt im Zentrum oder zur Spitze der Nuss hin.

### Chromosomensatz
Die Chromosomenzahl beträgt 2n = 28.

## Verbreitung
Das natürliche Verbreitungsgebiet der Chinesischen Ulme liegt in der Volksrepublik China, dort findet sie sich in Höhenlagen bis 800 Meter in den Provinzen Anhui, Fujian, Guangdong, Guizhou, Hebei, Henan, Hubei, Hunan, Jiangsu, Jiangxi, Shandong, Shaanxi, Sichuan und Zhejiang sowie im autonomen Gebiet Guangxi. Zudem ist die Chinesische Ulme auf Taiwan heimisch. Außerhalb Chinas findet sie sich natürlich in Teilen Indiens und Vietnams, Kasachstans sowie in Nordkorea und auf Japan.
In Nordamerika finden sich neophytische Vorkommen in den Vereinigten Staaten. Dabei scheint sich die Chinesische Ulme leichter einzubürgern als die Englische Ulme (Ulmus procera) oder die Bergulme (Ulmus glabra). Auch in Namibia finden sich neophytische Vorkommen rund um die Hauptstadt Windhoek; dort wird diese Art als invasiv eingeschätzt.
In Europa ist die Chinesische Ulme erst seit wenigen Jahrzehnten in Kultur und selten anzutreffen. In Großbritannien wurde sie 1974 eingeführt.

## Verwendung

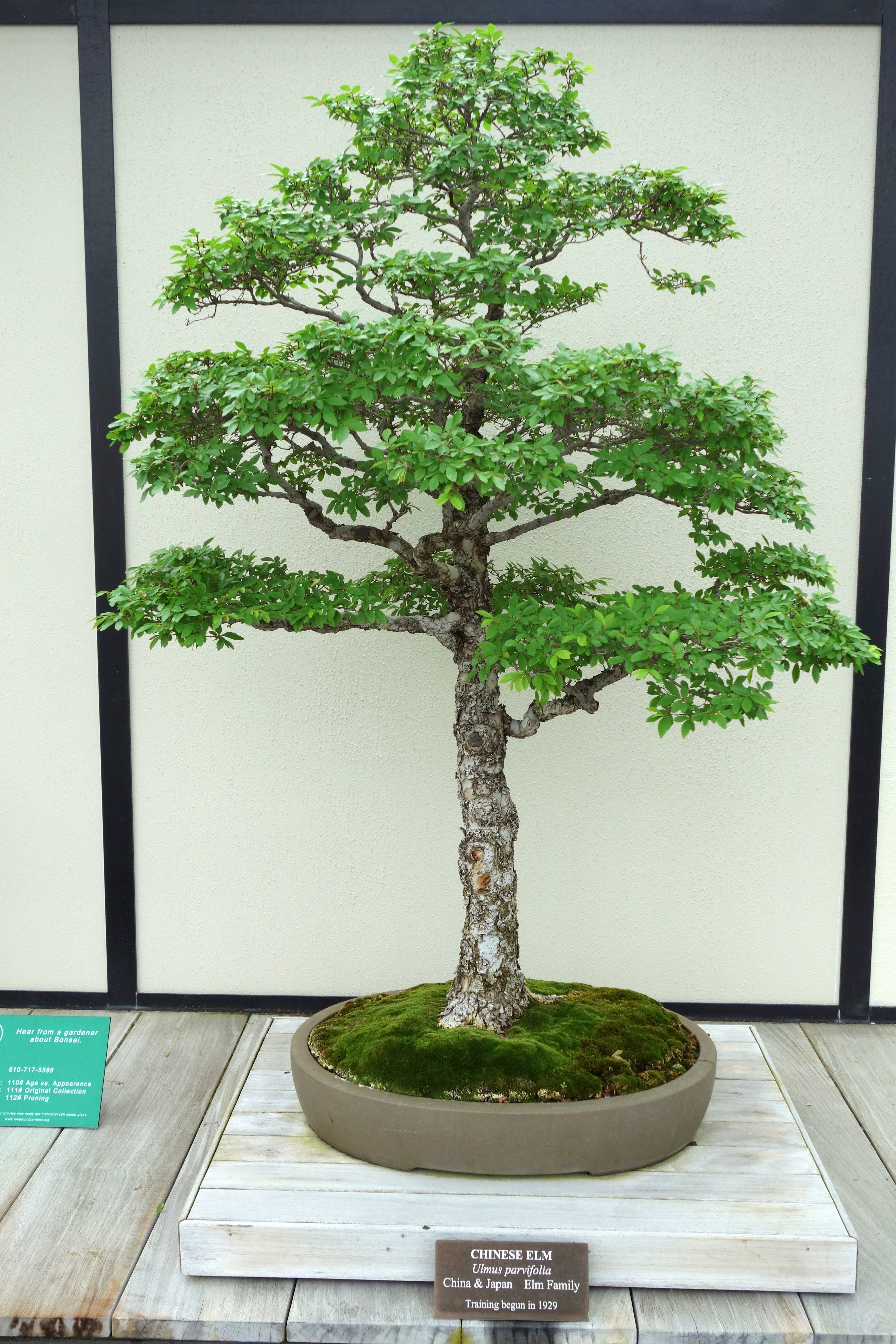
Ulmus parvifolia als kultivierter Bonsai.

Die Chinesische Ulme wird als Solitärbaum in Kultur wegen seiner schönen Form und der dekorativen Borke geschätzt. Zudem ist die Art gegen das Ulmensterben relativ resistent. Auch als Bonsai ist die Art sehr beliebt.
Das Holz hat eine mittlere Rohdichte von 910 kg/m³ und eine Holzfeuchte von 15 %. Die Blätter und unreifen Früchte können roh oder gekocht gegessen werden. Der Pflanze wird auch ein medizinischer Nutzen nachgesagt.
Die jungen Früchte sind roh oder gekocht essbar, wie jene von Ulmus pumila und Ulmus rubra.

## Ähnliche Art
Die Chinesische Ulme ähnelt der Sibirischen Ulme (Ulmus pumila). Unterscheidungsmerkmale sind die kleineren, kürzer gestielten und nur einfach gezähnten Blätter bei der Chinesischen Ulme; die der Sibirischen Ulme sind doppelt gezähnt. Außerdem liegt die Blütezeit der Sibirischen Ulme wesentlich früher.